# 安齋早紀
安齋 早紀（あんざい さき、1989年4月22日 - ）は、埼玉県春日部市出身のハンドボール選手。日本ハンドボールリーグのHC名古屋所属。

## 経歴
春日部市立大増中学校時代は2004年の第13回JOCジュニアオリンピックカップで優秀選手に選ばれた。中学卒業後は浦和実業学園高等学校へ進学。
高校卒業後は東京女子体育大学へ進学。2011年の関東学生ハンドボール・春季リーグでは優秀選手賞を受賞した。
2013年に日本ハンドボールリーグのHC名古屋へ加入。

## 詳細情報

### 年度別成績
| 年       | チーム   | 試合 | フィールド 得点 | 率   | 7m  | 合計    | 警告 | 退場 | 失格 |
| -------- | -------- | ---- | --------------- | ---- | --- | ------- | ---- | ---- | ---- |
| 2013-14  | HC名古屋 | 16   | 0/1             | .000 | 0/0 | 0/1     | 0    | 0    | 0    |
| 2014-15  | HC名古屋 | 18   | 17/30           | .567 | 0/0 | 17/30   | 2    | 0    | 0    |
| 2015-16  | HC名古屋 | 12   | 28/43           | .651 | 0/0 | 28/43   | 0    | 2    | 0    |
| 2016-17  | HC名古屋 | 18   | 37/64           | .578 | 0/0 | 37/64   | 3    | 1    | 0    |
| 2017-18  | HC名古屋 | 24   | 18/34           | .529 | 0/0 | 18/34   | 0    | 2    | 0    |
| 2018-19  | HC名古屋 | 15   | 32/48           | .667 | 0/0 | 32/48   | 1    | 2    | 0    |
| JHL：6年 | JHL：6年 | 103  | 132/220         | .600 | 0/0 | 132/220 | 6    | 7    | 0    |

- 各年度の太字はリーグ最高

### 記録

#### 日本ハンドボールリーグ
- フィールドゴール初得点：2014年10月25日、対広島メイプルレッズ戦（佐伯区スポーツセンター）[4]

### 背番号
- 11 (2013年 - )